# رون دي لوغو
رون دي لوغو هو سياسي أمريكي، ولد في 2 أغسطس 1930 في إنغلوود في الولايات المتحدة، وتوفي في 14 يوليو 2020 في ميامي في الولايات المتحدة. نشط حزبياً في الحزب الديمقراطي.

## مناصب
- في انتخابات مجلس النواب الأمريكي 1990 [الإنجليزية]‏، انتخب Non-voting members of the United States House of Representatives [الإنجليزية]‏ عن دائرة United States Virgin Islands' at-large congressional district [الإنجليزية]‏ وقد انضم خلال فترته النيابية [الإنجليزية]‏ (3 يناير 1991 – 3 يناير 1993) للكتلة البرلمانية الحزب الديمقراطي.
- في انتخابات مجلس النواب الأمريكي 1992 [الإنجليزية]‏، انتخب Non-voting members of the United States House of Representatives [الإنجليزية]‏ عن دائرة United States Virgin Islands' at-large congressional district [الإنجليزية]‏ وقد انضم خلال فترته النيابية [الإنجليزية]‏ (5 يناير 1993 – 3 يناير 1995) للكتلة البرلمانية الحزب الديمقراطي.
- انتخب عضو مجلس النواب الأمريكي (3 يناير 1981 – 3 يناير 1995).
- انتخب Delegate of the Virgin Islands to the United States House of Representatives ‏.
- انتخب Senator of the United States Virgin Islands ‏.